# The Beloved Blackmailer
The Beloved Blackmailer er en amerikansk stumfilm fra 1918 af Dell Henderson.

## Medvirkende
- Carlyle Blackwell som Bobby Briggs
- William T. Carleton som Alexander Briggs
- Isabel Berwin som Mrs. Briggs
- Evelyn Greeley som Corinne Norris
- Charles Dungan som George Norris